# Draškovec
Draškovec is een plaats in de gemeente Prelog in de Kroatische provincie Međimurje. De plaats telt 676 inwoners (2001).